# Burgenland
Burgenland (ungarsk: Felsőőrvidék, Őrvidék, eller Lajtabánság, burgenlandkroatisk Gradišće) er den østligste og yngste del af Østrig. Ved opsplitningen af Østrig-Ungarn efter 1. verdenskrig blev området, der var overvejende tysktalende, overført til Østrig, hvor det før havde været en del af Kongeriget Ungarn. I Sopron (tysk: Ödenburg) og det omgivende landskab, hvor der var mange ungarsktalende, blev der dog afholdt en folkeafstemning om tilhørsforholdet. Ved folkeafstemningen i Sopron i 1921 stemte ca. to tredjedele for forbliven i Ungarn, hvorfor området blev skilt ud fra det øvrige Burgenland og forblev i Ungarn.
Burgenland har grænse mod Ungarn i øst og mod delstaterne Niederösterreich og Steiermark i vest. I bakkelandet mod syd har området en få kilometer lang grænse mod Slovenien og mod nord en næsten lige så kort grænse til Slovakiet. Burgenland er med andre ord et aflangt område med en nord-sydlig hovedakse og en bredde i øst-vestlig retning, der når helt ned på 4 km midt i området.

## Steppevegetation i Burgenland
I det nordlige Burgenland findes søen Neusiedler See som er et verdensarvområde på grund af, at søen og dens omgivelser udgør et usædvanligt tydeligt eksempel på tørkepræget og delvist også saltpræget vegetation (steppe). På denne yderste, vestlige forpost for de eurasiske steppeområder, den pannoniske steppe ved Neusieder See i Burgenland, findes en meget smuk vegetation med bl.a.
| - Aks-Ærenpris (Veronica spicata) - Almindelig Blåmunke (Jasione montana) - Almindelig Fjergræs (Stipa pennata) - Almindelig Hjertegræs (Briza media) - Almindelig Kællingetand (Lotus corniculatus) - Almindelig Svalerod (Vincetoxicum hirundinaria) - Almindelig Tidselkugle (Echinops sphaerocephalus) - Almindelig Tjærenellike (Silene viscaria) - Bakke-Jordbær (Fragaria viridis) - Bakke-Soløje (Helianthemum nummularium subsp. obscurum) - Bibernelle (Sanguisorba minor) - Bidende Stenurt (Sedum acre) - Bjerg-Mandstro (Eryngium campestre) - Blodrød Storkenæb (Geranium sanguineum) - Blåtoppet kohvede (Melampyrum nemorosum) - Cypres-Vortemælk (Euphorbia cyparissias) - Dianthus pontederae - Dunet Vejbred (Plantago media) - Eng-Guldstjerne (Gagea pratensis) - Eng-Salvie (Salvia pratensis) - Farve-Gåseurt (Anthemis tinctoria) - Farve-Visse (Genista tinctoria) - Glatbladet Tidselkugle (Echinops ritro) - Grenet Edderkopurt (Anthericum ramosum) - Grådodder (Alyssum alyssoides) - Gul Kløver (Trifolium campestre) | - Gul Reseda (Reseda lutea) - Gul Rundbælg (Anthyllis vulneraria) - Gul Skabiose (Scabiosa ochroleuca) - Gul Snerre (Galium verum) - Helictotrichon desertorum - Hulkravet Kodriver (Primula veris) - Hvid Diktam (Dictamnus albus) - Hvid Okseøje (Leucanthemum vulgare) - Hvid Staudeklematis (Clematis recta) - Hvid Stenurt (Sedum album) - Høst-Tidløs (Colchicum autumnale) - Håret Viol (Viola hirta) - Kantet Konval (Polygonatum odoratum) - Knoldet Mjødurt (Filipendula vulgaris) - Krans-Salvie (Salvia verticillata) - Lav Iris (Iris pumila) - Læge-Galtetand (Stachys officinalis) - Løg-rapgræs (Poa bulbosa) - Mark-Bynke (Artemisia campestris) - Middelhavs-Prydløg (Allium sphaerocephalon) - Muscari tenuifolium - Nikkende Kobjælde (Anemone pratensis) - Nikkende Limurt (Silene nutans) - Nikkende Tidsel (Carduus nutans) - Nøgle-Klokke (Campanula glomerata) | - Onobrychis arenaria - Ornithogalum pannonicum - Purpur-Kongelys (Verbascum phoeniceum) - Rank Potentil (Potentilla recta) - Festuca valesiaca - Rundhoved-Rapunsel (Phyteuma orbiculare) - Saxifraga bulbifera - Scorzonera purpurea - Skærm-Okseøje (Tanacetum corymbosum) - Småblomstret Salvie (Salvia nemorosa) - Sommer-Anemone (Anemone sylvestris) - Sort Gyvel (Cytisus nigricans) - Spinkel Kambunke (Koeleria macrantha) - Steppe-Star (Carex supina) - Stipa pulcherrima - Sværd-Alant (Inula ensifolia) - Sølv-Potentil (Potentilla argentea) - Tidlig Timian (Thymus praecox) - Vellugtende Gulaks (Anthoxanthum odoratum) - Virgil-Asters (Aster amellus) - Vår-Adonis (Adonis vernalis) - Ædel-Kortlæbe (Teucrium chamaedrys) - Østrigsk Hør (Linum austriacum) - Østrigsk Ærenpris (Veronica austriaca) - Østrigsk Gyvel (Chamaecytisus austriacus) |